# Ибрагимова, Мариза Оглановна
Мариза Оглановна Ибрагимова (род. 1971, Рутул, Дагестанская АССР) — российский дагестанский филолог, доктор филологических наук (2015), ведущий научный сотрудник отдела грамматических исследований Института языка, литературы и искусства ДНЦ РАН, доцент Дагестанского государственного педагогического университета, специалист по рутульскому языку.

## Биография
Родилась в 1971 году в селе Рутул Рутульского района Дагестана. Отец — подполковник МВД Дагестана, мать — экономистка. До 1987 года училась в средней школе № 33 в Махачкале, в 1988 году окончила среднюю школу № 1 в Рутуле
В 1988—1993 годах обучалась на филологическом факультете Дагестанского государственного педагогического института (ДГПИ, ныне Дагестанский государственный педагогический университет, ДГПУ), окончила с отличием.
В 1994—1997 года проходила аспирантуру на кафедре общего и дагестанского языкознания ДГПУ. В 1998 году защитила диссертацию «Морфолого-синтаксическая характеристика падежей рутульского языка» и получила учёную степень кандидата филологических наук.
С 1993 года работает в ДГПИ/ДГПУ, занимала должность преподавателя кафедры общего языкознания, а с 2002 года — доцента кафедры общего языкознания. В 2006—2016 и 2017—2018 годах являлась учёным секретарём диссертационного совета при ДГПУ. Вела спецкурсы «Введение в кавказское языкознание», «Теория и практика перевода с русского языка на дагестанские языки» и курс лекций «Синтаксис рутульского языка».
В 2009—2012 годах проходила докторантуру на кафедре общего языкознания ДГПУ. В 2015 году защитила диссертацию «Сравнительная характеристика падежей в диалектах рутульского языка», посвященную сравнительному анализу падежей в мухадском, шиназском, ихрекском, мюхрекском и борчинско-хновском диалектах и их говорах и содержащую попытки реконструировать их прарутульские формы, и получила учёную степень доктора филологических наук.
С 2018 года работает ведущим научным сотрудником отдела грамматических исследований Института языка, литературы и искусства ДНЦ РАН.

## Научная деятельность
Область научных интересов — грамматический строй рутульского языка, сравнительно-историческое исследование диалектов и говоров рутульского языка, сравнительное исследование грамматики дагестанских языков, сопоставительное исследованию рутульского и русского языков.
Автор более 70 публикаций, включая 3 монографии и 22 статьи в журналах из списка ВАК.
Являлась научной руководительницей двух аспиранток. Входит в редколлегию научных журналов «Вестник Социально-педагогического института» и «Кавказский лингвистический журнал».